# Mokřice (hrad)
Mokřice jsou zaniklý hrad u Lužan v okrese Jičín v Královéhradeckém kraji. Nachází se severně od vesnice na výběžku vrchu Na Zámcích. Lokalita bývá označována také jako tvrz. Podle archeologických nálezů byl hrad založen ve třináctém nebo čtrnáctém století. V patnáctém století byl nejméně jednou dobýván a v blíže neznámé době poté zanikl. Dochovaly se z něj terénní relikty budov a opevnění.

## Historie
Název Mokřice spojil s pozůstatky hradu August Sedláček. První písemná zmínka o hradu podle něj pochází z roku 1323 a nachází se v přídomku Zbyslava z Mokřic. Další zmínka je až z roku 1462, kdy byla vyhlášena odúmrť po Lídě z Lužan, čemuž odporovali bratři Mikuláš a Jiří z Mokřice. Majetek tehdy získal Vilém Krušina z Lichtenburka, který jej připojil ke Konecchlumí. Někdy v té době by tedy podle písemných pramenů hrad zanikl. Doklady hmotné kultury a mincí z hradu ale neodpovídají pokročilé fázi patnáctého století, takže není jisté, jestli se písemné zmínky z let 1462 a 1464 vztahují k této nebo jiné lokalitě.

## Archeologie
Archelogické nálezy z hradu pochází ze třináctého, čtrnáctého až poloviny patnáctého století. Velké množství militárií nalezených v okolí hradu dokládá nejméně jedno obléhání v patnáctém století. Při obléhání se ukázala nevýhodná poloha hradu chráněného ze tří stran strmými údolními svahy, ale zároveň snadno napadnutelného střelbou z protilehlých převýšených svahů. Ty zejména na jihu převyšují hradní terén už ve vzdálenosti 120 metrů. Výsledek střetnutí je nejasný. Hypoteticky mohlo k obléhání královským vojskem dojít v roce 1417, kdy byl dobyt nedaleký Bradlec a Lomnice nad Popelkou, nebo později během husitských válek, snad během roku 1424, kdy vojsko Jana Žižky dobylo mlázovickou tvrz.
Po krátkou dobu během husitských válek na hradě byla v provozu falzátorská mincovna. Specializovala se především na ražbu drobných domácích mincí flútků, ale je možné, že se falzátoři pokoušeli i o napodobení grošů. Na místě bylo nalezeno 122 vyražených flútků, což naznačuje problémy s distribucí falešných mincí.
V letech 2011–2018 byl výkopy amatérských badatelů získán rozsáhlý soubor kostí pocházejících nejspíše ze závěru osídlení hradu. Podle jejich rozboru v jídelníčku obyvatel hradu převažovalo hovězí, vepřové a drůbeží maso mladých zvířat, příležitostně doplňované masem ovčím a výjimečně kozím. Zvířata byla porážena a zpracovávána přímo na hradě, ale podstatná část kvalitnějšího masa byla na hrad dovážena odjinud. Slepice byly chovány především kvůli produkci vajec. Kosti lovné zvěře tvoří 7,4 % souboru. Převažují v nich kosti zajíce a vyskytují se také kosti jelenů a srnců, naopak prase divoké je zastoupeno jedinou kostí. Doložena je příležitostná konzumace ptáků (koroptev, kachna divoká, dlask, špaček, drozd brávník, strakapoud, straka a další).
S dobou existence hradu lze spojit šest reliktů hrází v údolí Studénky, z nichž tři hráze byly rybniční. Rybníky pravděpodobně sloužily k chovu ryb pro obyvatele hradu a nádrže za menšími hrázemi fungovaly jako sádky. Doloženými druhy ryb na hradě jsou plotice, perlín, okoun, candát, štika, pstruh a především kapr.

## Stavební podoba
Hrad Mokřice bývá označován také jako tvrz. Jeho pozůstatky se nachází jeden kilometr severně od Lužan na výběžku vrchu Na Zámcích. Hrad byl postaven na ostrožně obtékané potokem Studénkou a jejím drobným bezejmenným přítokem. Ze tří stran jej tak chránily strmé svahy, zatímco na východě terén stoupá k vrcholu kopce.
Pozůstatky hradu mají příkopem vymezený oválný půdorys s rozměry 113 × 98 metrů. Oválná plošina hradního jádra měří 38 × 25 metrů. Zástavba a obvodová hradba se dochovaly pouze v podobě terénních reliktů.